# 로드 블라고예비치
로드 R. 블라고예비치(영어: Rod R. Blagojevich, 1956년 12월 10일 ~ )는 종종 "블라고(영어: Blago)"라는 별명으로 불리며, 2003년부터 2009년까지 일리노이주의 제40대 주지사를 역임한 미국 정치인이다. 그는 연방 부패 혐의로 탄핵, 해임, 유죄 판결을 받고 8년간 수감되었다. 민주당 소속인 블라고예비치는 이전에 주 및 연방 의회에서 근무했다. 1993년부터 1997년까지 일리노이주 하원의원을 지냈으며, 1997년부터 2003년까지 일리노이주 제5선거구의 미국 하원의원을 역임했다.
블라고예비치의 2006년 재선은 다양한 의료, 총기 규제 및 차별 금지 법안의 통과로 이어졌다. 2008년 12월부터 연방 조사와 재판에서 블라고예비치는 버락 오바마가 대통령에 당선되면서 공석이 된 미국 상원 의석을 매각하려다 공공 부패 혐의로 유죄 판결을 받았다. 블라고예비치는 2009년 일리노이 주의회에 의해 탄핵되어 유죄 판결을 받고 해임되었다. 이후 일리노이주 상원은 그를 다시는 주 내 공직을 맡을 수 없도록 금지했다. 부패 스캔들에 연루된 블라고예비치는 연방 징역 14년형을 선고받았다. 도널드 트럼프 대통령은 블라고예비치가 거의 8년 동안 수감된 후 2020년에 공식적으로 형량을 감형했다. 블라고예비치는 이전에 트럼프의 TV 프로그램 "더 셀러브리티 어프렌티스"에 출연한 바 있다. 블라고예비치는 이후 도널드 트럼프의 2020년과 2024년 대선 캠페인을 지지했으며 2024년 공화당 전당대회에 참석했다.
현재까지 블라고예비치는 성공적으로 탄핵되고 해임된 유일한 일리노이 주지사이다.

## 역대 선거 결과
| 선거명      | 직책명                         | 대수  | 정당   | 득표율  | 득표수      | 결과 | 당락                     |
| ----------- | ------------------------------ | ----- | ------ | ------- | ----------- | ---- | ------------------------ |
| 1992년 선거 | 하원의원 (일리노이 제33선거구) | 88대  | 민주당 | 77.04%  | 22,905표    | 1위  | 일리노이 주의원 당선     |
| 1994년 선거 | 하원의원 (일리노이 제33선거구) | 89대  | 민주당 | 100.00% | 13,801표    | 1위  | 일리노이 주의원 당선     |
| 1996년 선거 | 하원의원 (일리노이 제5선거구)  | 105대 | 민주당 | 64.12%  | 117,544표   | 1위  | 일리노이주 하원의원 당선 |
| 1998년 선거 | 하원의원 (일리노이 제5선거구)  | 106대 | 민주당 | 73.97%  | 95,738표    | 1위  | 일리노이주 하원의원 당선 |
| 2000년 선거 | 하원의원 (일리노이 제5선거구)  | 107대 | 민주당 | 87.28%  | 142,161표   | 1위  | 일리노이주 하원의원 당선 |
| 2002년 선거 | 일리노이 주지사                | 40대  | 민주당 | 52.19%  | 1,847,040표 | 1위  | 일리노이 주지사 당선     |
| 2006년 선거 | 일리노이 주지사                | 40대  | 민주당 | 49.80%  | 1,736,219표 | 1위  | 일리노이 주지사 당선     |